# Championnat du Niger de football 2004
Navigation
Édition précédente Édition 2008
La saison 2004 du Championnat du Niger de football est la trente-quatrième édition de la Ligue 1, le championnat national de première division au Niger. 
La compétition se dispute en trois phases :
- Championnat national : les seize équipes engagées sont réparties en deux poules de huit et s'affrontent à deux reprises, en matchs aller et retour. Les cinq premiers se qualifient pour la seconde phase tandis que les deux derniers sont relégués en deuxième division.
- Super Division : les dix clubs qualifiés sont regroupés en deux poules de cinq et s’affrontent à nouveau une fois. Seuls les deux premiers se qualifient pour la suite de la compétition.
- Phase finale : les quatre équipes qualifiées jouent la phase finale, sous forme de demi-finale et finale sur un seul match

C'est le Sahel SC, tenant du titre, qui remporte à nouveau la compétition cette saison après avoir battu l'AS FNIS en finale. C'est le onzième titre de champion du Niger de l'histoire du club.

## Participants
- Dan Gourmou FC
- AS FNIS
- ASFAN Niamey
- Jangorzo FC
- Entente FC
- Akokana FC
- Olympic Football Club de Niamey
- Urana FC
- Nassara Alkali Club
- Espoir FC
- AS Douanes - Promu de D2
- AS Police - Promu de D2
- Sahel SC
- Zumunta AC
- JS Ténéré
- US Gendarmerie Nationale

## Compétition
Le classement est établi sur le barème de points suivant : victoire à 3 points, match nul à 1, défaite à 0. 

### Première phase
| Rang | Équipe       | Pts     | J       | G       | N       | P       | Bp      | Bc      | Diff    |
| ---- | ------------ | ------- | ------- | ------- | ------- | ------- | ------- | ------- | ------- |
| 1    | Akokana FC   | 12      | 8       | 4       | 0       | 4       | 15      | 7       | +8      |
| 2    | AS FNIS      | 11      | 8       | 3       | 2       | 3       | 12      | 11      | +1      |
| 3    | ASFAN Niamey | 11      | 8       | 3       | 2       | 3       | 8       | 8       | 0       |
| 4    | AS DouanesP  | 11      | 8       | 3       | 2       | 3       | 8       | 12      | -4      |
| 5    | Espoir FC    | 10      | 8       | 2       | 4       | 2       | 2       | 7       | -5      |
| 6    | Olympic FC   | Forfait | Forfait | Forfait | Forfait | Forfait | Forfait | Forfait | Forfait |
| 7    | JS Ténéré    | Forfait | Forfait | Forfait | Forfait | Forfait | Forfait | Forfait | Forfait |
| 8    | Entente FC   | Forfait | Forfait | Forfait | Forfait | Forfait | Forfait | Forfait | Forfait |

| Rang | Équipe                   | Pts     | J       | G       | N       | P       | Bp      | Bc      | Diff    |
| ---- | ------------------------ | ------- | ------- | ------- | ------- | ------- | ------- | ------- | ------- |
| 1    | Sahel SC                 | 35      | 14      | 11      | 2       | 1       | 34      | 9       | +25     |
| 2    | AS PoliceP               | 24      | 14      | 7       | 3       | 4       | 22      | 15      | +7      |
| 3    | Zumunta AC               | 18      | 14      | 4       | 6       | 4       | 20      | 21      | -1      |
| 4    | Urana FC                 | 15      | 14      | 3       | 6       | 5       | 18      | 20      | -2      |
| 5    | US Gendarmerie Nationale | 15      | 14      | 3       | 6       | 5       | 19      | 23      | -4      |
| 6    | Jangorzo FC              | 24      | 14      | 4       | 2       | 8       | 17      | 26      | -9      |
| 7    | Dan Gourmou FC           | 6       | 14      | 1       | 3       | 10      | 10      | 28      | -18     |
| 8    | Nassara Alkali Club      | Forfait | Forfait | Forfait | Forfait | Forfait | Forfait | Forfait | Forfait |

- L'Olympic FC, Entente FC, la JS Ténéré et Nassara Alkali Club sont rétrogradés en deuxième division à la suite de plusieurs forfaits durant le championnat.

### Super Division
| Rang | Équipe                   | Pts | J | G | N | P | Bp | Bc | Diff |
| ---- | ------------------------ | --- | - | - | - | - | -- | -- | ---- |
| 1    | Akokana FC               | 8   | 4 | 2 | 2 | 0 | 8  | 3  | +5   |
| 2    | Urana FC                 | 7   | 4 | 2 | 1 | 1 | 4  | 5  | -1   |
| 3    | US Gendarmerie Nationale | 6   | 4 | 1 | 3 | 0 | 4  | 2  | +2   |
| 4    | AS DouanesP              | 2   | 4 | 0 | 2 | 2 | 4  | 7  | -3   |
| 5    | Zumunta AC               | 2   | 4 | 0 | 2 | 2 | 1  | 4  | -3   |

| Rang | Équipe       | Pts | J | G | N | P | Bp | Bc | Diff |
| ---- | ------------ | --- | - | - | - | - | -- | -- | ---- |
| 1    | Sahel SCT    | 12  | 4 | 4 | 0 | 0 | 18 | 2  | +16  |
| 2    | AS FNIS      | 9   | 4 | 3 | 0 | 1 | 10 | 3  | +7   |
| 3    | ASFAN Niamey | 4   | 4 | 1 | 1 | 2 | 3  | 8  | -5   |
| 4    | AS PoliceP   | 3   | 4 | 1 | 0 | 3 | 4  | 8  | -4   |
| 5    | Espoir FC    | 1   | 4 | 0 | 1 | 3 | 4  | 18 | -14  |

### Phase finale

#### Demi-finales
| Équipe 1   | Résultat | Équipe 2 |
| ---------- | -------- | -------- |
| Akokana FC | 0 - 3    | AS FNIS  |
| Sahel SC   | 2 - 0    | Urana FC |

#### Finale
| Équipe 1 | Résultat | Équipe 2 |
| -------- | -------- | -------- |
| Sahel SC | 4 - 0    | AS FNIS  |

## Bilan de la saison
| Championnat du Niger de football 2004 |                                                                          |
| Champion                              | Sahel SC (11e titre)                                                     |
| Coupes et trophées                    |                                                                          |
| Vainqueur de la Coupe du Niger 2004   | Sahel SC                                                                 |
| Qualifications continentales          |                                                                          |
| Ligue des champions de la CAF 2005    | Aucun                                                                    |
| Coupe de la confédération 2005        | Aucun                                                                    |
| Promotions et relégations             |                                                                          |
| Promus en Ligue 1                     | Aigles FC Malbaza FC                                                     |
| Relégués en Deuxième division         | Olympic Football Club de Niamey Entente FC JS Ténéré Nassara Alkali Club |